# Пашалук
Пашалук (тур. paşalik), такође ејалат (отур. ایالت),‎ или беглербеглук, је у Османском царству, највећа управно-територијамна јединица, чији је главар, паша (беглербег) био подређен директно Порти, а добијао је често титулу везира. Великом административном реформом 1864. године ејалете замењују вилајети.
Пашалуци су се делили на санџаке, којима су управљали бегови. Наше земље под турском влашћу припадале су до почетка XVI века Румелијском пашалуку са седиштем у Софији.
Након великих освајања у Угарској основан је 1541. Будимски пашалук, после заузећа Баната Темишварски пашалук, 1580. Босански пашалук. Крајем века формиран је пашалук у Јегру (Егер), а почетком 17. века са седиштем у Кањижи
(Nagykanizsa), којима су припадали и неки наши крајеви.
Македонски санџаци (солунски, охридски, скопски, ћустендилски) те вучитрнски санџак остали су и даље у Румелијском пашалуку, санџаци Крушевац, Смедерево, Зворник, Срем (Митровица), Пожега и Бечкерек припали су средином 16. века Будимпештанском пашалуку. Бечкерек је убрзо припао Темишварском пашалику, а неки други делови те територије ушли су 1580. у састав новонасталог Босанског пашалука, најјачег на нашем подручју.
Почетком 17. века Подравина (Пожега и Валпово) припала је Канишком пашалуку, док је Крушевачки санџак ушао је у састав Румелијског, а Бачка Јегерског пашалука.
У доба свог највећег територијалног обима (16-17. век) Турска је имала 28 пашалука.

## Списак пашалука у Европи (1363-1867)
- Архипелашки пашалук
- Босански пашалук (1463-1851)
- Будимски пашалук
- Великоварадински пашалук
- Видински пашалук
- Јањински пашалук
- Јегарски пашалук
- Једренски пашалук
- Кањишки пашалук
- Кефски пашалук
- Критски пашалук
- Морејски пашалук
- Нишки пашалук (1846-1864)
- Подолијски пашалук
- Румелијски пашалук
- Силистрански пашалук
- Солунски пашалук
- Темишварски пашалук
- Ујварски пашалук
- Херцеговачки пашалук (1833-1851)

## Литераура
- Šabanović, Hazim (1959). Bosanski pašaluk: Postanak i upravna podjela. Sarajevo: Naučno društvo Bosne i Hercegovine.
- Шулетић, Небојша (2008). „Беглербеглук”. Енциклопедија српског народа. Београд: Завод за уџбенике. стр. 81.